# Dilsen
Dilsen (Limburgisch: Dilse) ist ein Stadtteil von Dilsen-Stokkem in der belgischen Provinz Limburg. Er liegt an der Oude Maas (Alten Maas), einem Altwasser der heute eineinhalb Kilometer weiter östlich fließenden Maas.

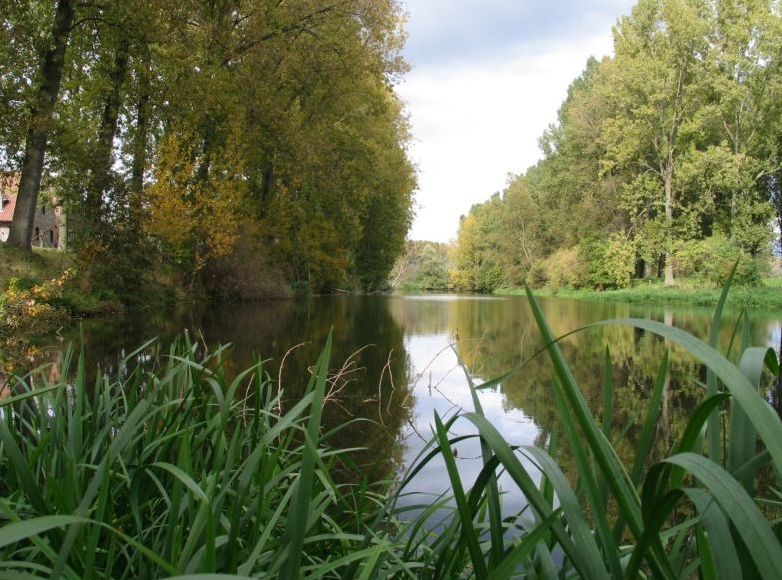
Die Oude Maas (Alte Maas) zu Dilsen (15. Okt. 2004)

## Geschichte
Das vermutlich durch die Römer als Feresne gegründete Dilsen wurde 1723 dem Baron Michel van Rosen vom Hochstift Lüttich unter Verwaltung gegeben. Dieser ließ 1725 das noch heute existierende Schloss erbauen. Nachdem sich die Maas ein neues Flussbett geformt hatte und nicht mehr direkt an Dilsen vorbeifloss, begann sich das vorherige Fischerdorf landwirtschaftlich auszuprägen. Ein Turm von 1541, der zu der 1928 abgerissenen Kirche gehörte, steht noch heute im Dorfkern. Heute führt die Schnellstraße N78 durch das Dorf und verbindet so Maaseik mit Tongern, der ältesten Stadt Belgiens.